# Mitoyo Kawate
Mitoyo Kawate (Japans; 川手 ミトヨ Kawate Mitoyo, 15 mei 1889 –- 13 november 2003) was een Japanse supereeuwelinge en gedurende enkele weken officieel de oudste mens ter wereld. Zij verkreeg deze status toen op 31 oktober 2003 haar landgenote Kamato Hongo overleed op, naar werd aangenomen, 116-jarige leeftijd. De claim van laatstgenoemde werd echter in 2012 in twijfel getrokken (ze was zeker minstens 110 jaar oud, doch vermoedelijk geen 116). Hierdoor werd Kawate al op 28 september 2003, oftewel 33 dagen eerder, de oudste levende mens, toen haar landgenoot Yukichi Chuganji op 114-jarige leeftijd overleed.
Kawate was boerin in de omgeving van Hiroshima. Ze verbleef op haar boerderij toen op 6 augustus 1945 de atoombom op Hiroshima viel. Na enkele dagen ging ze in de verwoeste stad op zoek naar familieleden. Hierbij werd ze blootgesteld aan radioactieve straling. Omdat ze als overlevende van de atoombom werd beschouwd, kon ze aanspraak maken op speciale medische voorzieningen en een pensioen.
Ze werkte nog tot naar 100e op het land. Ze had vier kinderen en dertien kleinkinderen.
Sinds 10 jaar werd Kawate verpleegd in een verzorgingstehuis. De laatste twee jaar van haar leven ging haar gezondheid sterk achteruit. Kawate stierf uiteindelijk op 114-jarige leeftijd aan de gevolgen van een longontsteking.